# Campeonato do Triângulo
O Campeonato do Triângulo era um campeonato organizado para times do Triângulo Mineiro, cuja distância para a capital de Minas Gerais dificultava a participação de seus clubes em torneios promovidos pela Federação Mineira de Futebol. Também conhecido como "Torneio Regional", foi promovido, inicialmente, pela Liga Araguarina de Futebol, modelo que vigorou nas três primeiras edições, de 1951 a 1953. Em 1954 passou a ser organizado pela Liga Uberabense de Futebol, ano em que as equipes de Araguari boicotaram o torneio, voltando a participar em 1955. A competição não dava acesso ao Campeonato Mineiro. Atualmente ele foi extinto do calendário esportivo de Minas Gerais. Em 1957 as ligas de Araguari, Uberlândia e Uberaba realizaram novamente a competição
Em 1922 foi realizada a primeira competição no Triângulo Mineiro, o campeonato foi disputado entre clubes de Araguari e Uberaba

## Lista de vencedores
| Ano           | Campeão      |
| ------------- | ------------ |
| 1922 Detalhes | Triângulo    |
| 1927 Detalhes | desconhecido |
| 1931 Detalhes | Uberaba      |
| 1932 Detalhes | desconhecido |
| 1935 Detalhes | Uberaba      |
| 1951 Detalhes | Fluminense   |
| 1952 Detalhes | Araguari     |
| 1953 Detalhes | Araguari     |
| 1954 Detalhes | Uberaba      |
| 1955 Detalhes | Uberaba      |
| 1957 Detalhes | Uberaba      |

### Torneio Início
| Ano  | Campeão   |
| ---- | --------- |
| 1935 | Acadêmica |

## Lista de participantes
| Clube                                  | Cidade     | 1922 | 1935 | 1951 | 1952 | 1953 | 1954 | 1955 | 1957 | Total |
| -------------------------------------- | ---------- | ---- | ---- | ---- | ---- | ---- | ---- | ---- | ---- | ----- |
| 13 de Maio Futebol Clube               | Uberaba    | X    |      |      |      |      |      |      |      | 1     |
| 4º Batalhão de Caçadores Futebol Clube | Uberaba    |      | X    |      |      |      |      |      |      | 1     |
| Americano Futebol Clube                | Araguari   | X    |      |      |      |      |      |      |      | 1     |
| Amoroso Costa Futebol Clube            | Uberaba    |      | X    |      |      |      |      |      |      | 1     |
| Araguari Atlético Clube                | Araguari   |      |      | X    | X    | X    |      | X    | X    | 5     |
| Associação Atlhetica Acadêmica         | Uberaba    |      | X    |      |      |      |      |      |      | 1     |
| Associação Esportiva Ituiutabana       | Ituiutaba  |      |      |      | X    |      |      |      |      | 1     |
| Associação Esportiva Merceana          | Uberaba    |      |      |      |      | X    | X    |      |      | 2     |
| Associação Sportiva de Amadores        | Uberaba    |      | X    |      |      |      |      |      |      | 1     |
| Atlético Clube Ituiutabano             | Ituiutaba  |      |      | X    |      |      |      |      |      | 1     |
| Esporte Clube Corinthians              | Uberaba    |      | X    |      |      |      |      |      |      | 1     |
| Esporte Clube Fabrício                 | Uberaba    |      |      |      |      |      | X    |      |      | 1     |
| Esporte Clube Ferroviário              | Ibiá       |      |      |      | X    | X    | X    |      |      | 3     |
| Fluminense Futebol Clube               | Araguari   |      |      | X    | X    | X    |      | X    | X    | 5     |
| Fluminense Futebol Clube               | Uberlândia |      |      | X    |      |      | X    | X    |      | 3     |
| Independente Atlético Clube            | Uberaba    |      |      |      | X    | X    | X    | X    | X    | 5     |
| Ipiranga Sport Club                    | Araxá      |      |      | X    | X    |      |      |      |      | 2     |
| Ituiutaba Esporte Clube                | Ituiutaba  |      |      | X    | X    |      |      |      |      | 2     |
| Nacional Futebol Clube                 | Uberaba    |      |      |      |      | X    | X    | X    | X    | 4     |
| Najá Futebol Clube                     | Araxá      |      |      |      | X    | X    |      |      |      | 2     |
| Operário Esporte Clube                 | Araguari   |      |      | X    |      | X    |      | X    | X    | 4     |
| Operário Futebol Clube                 | Araguari   | X    |      |      |      |      |      |      |      | 1     |
| Operário Futebol Clube                 | Araxá      |      |      |      |      |      | X    |      |      | 1     |
| Peirópolis Futebol Clube               | Uberaba    |      | X    |      |      |      |      |      |      | 1     |
| Rajah Futebol Clube                    | Uberaba    |      | X    |      |      |      |      |      |      | 1     |
| Sal Tropeiro Futebol Clube             | Uberlândia |      |      |      |      | X    | X    | X    | X    | 4     |
| São Bento Futebol Clube                | Uberaba    |      | X    |      |      |      |      |      |      | 1     |
| Associação Athlética do Triângulo      | Uberaba    | X    |      |      |      |      |      |      |      | 1     |
| Uberaba Sport Club                     | Uberaba    | X    | X    | X    | X    | X    | X    | X    | X    | 8     |
| Uberlândia Esporte Clube               | Uberlândia |      |      | X    | X    | X    |      | X    | X    | 5     |